# Lubickoje (rejon kurczatowski)
Lubickoje (ros. Любицкое) – wieś (ros. деревня, trb. dieriewnia) w zachodniej Rosji, w sielsowiecie drużnieńskim rejonu kurczatowskiego w obwodzie kurskim.

## Geografia
Miejscowość położona jest nad rzeką Rieut, 4,5 km od centrum administracyjnego sielsowietu drużnieńskiego (Drużnaja), 10 km od centrum administracyjnego rejonu (Kurczatow), 46 km od Kurska.

## Demografia
W 2010 r. miejscowość zamieszkiwało 81 osób.